# Liotheantis
Liotheantis är ett släkte av skalbaggar. Liotheantis ingår i familjen vivlar.
Kladogram enligt Catalogue of Life:
| Liotheantis | \| \| Liotheantis ebenina \| \| \| \| \| \| Liotheantis parvula \| \| \| \| \| \| Liotheantis pubescens \| \| \| \| \| \| Liotheantis vidua \| \| \| \| |
|             | \| \| Liotheantis ebenina \| \| \| \| \| \| Liotheantis parvula \| \| \| \| \| \| Liotheantis pubescens \| \| \| \| \| \| Liotheantis vidua \| \| \| \| |
|             | Liotheantis ebenina |
|             | |
|             | Liotheantis parvula |
|             | |
|             | Liotheantis pubescens |
|             | |
|             | Liotheantis vidua |
|             | |